# Thibaut Soulcié
Thibaut Soulcié (qui signe aussi Tibo Soulcié) est un dessinateur de presse et de bande dessinée français, né le 9 février 1983 dans le Loir-et-Cher.

## Biographie
Né dans le Loir-et-Cher, Thibaut Soulcié grandit dans une famille d'agriculteurs. Il part bientôt se former au graphisme à l'École nationale supérieure des arts appliqués et des métiers d’art Olivier de Serres (ENSAAMA) à Paris et ensuite à l’illustration aux Arts Décos de Strasbourg.
Ainsi formé, il collabore à de nombreux médias : 28 minutes (Arte), La Revue Dessinée, Fluide Glacial, Télérama, Marianne, Fakir, CQFD, L'Équipe (il y remplace Chenez), et plus récemment L'Est Républicain et Médiapart. Dessinant l'actualité sportive pour ce dernier grand quotidien spécialisé, il signe en dernière page ses dessins notamment remarqués lors des compétitions de l'Équipe de France de football à l'Euro 2016 et à la Coupe du monde de football de 2018,.
Il signe Cooloriages et Basse-cour baston (Éditions Rouquemoute) puis un recueil de ses meilleurs dessins sportifs intitulé Le monde est Foot, aux Éditions du Chêne, et en 2019 chez Glénat Macronarchie avec le journaliste Renaud Dély,. 
Thibaut Soulcié sort durant l'été 2020 une nouvelle bande-dessinée pastichant l'univers comics, avec Jorge Bernstein, Les Supères,,. Il cosigne la même année Homo Politicus avec la scénariste Nena, nommé pour le festival Bd boum de Blois 2020. Le deuxième volume d'Homo Politicus est publié en juin 2021,.  
Il réalise par ailleurs pour les films de François Ruffin les affiches de Merci Patron ! et J'veux du soleil.

## Publications

### Albums
- Marine à Babylone, Drugstore, juillet 2008
- Les nouveaux Pieds Nickelés (collectif) chez Onapratut, mai 2010
- Banque de Putes[19], 12 bis, février 2010
- Jack & Barack[20], 12 bis, janvier 2011
- Le Seigneur des Gauchos[21], 12 bis, avril 2011
- Revoilà Popeye (collectif), chez Onapratut, 2012
- Deux recueils de dessins de presse auto-édités
- Bilan d’incompétences, recueil édité par Vide Cocagne
- Bébés Blues, aux Éditions Lajouanie, mai 2014
- Cahiers de Cooloriage,  Tomes 1, 2 et 3, Editions Rouquemoute, 2017
- Le monde est Foot, Éditions du Chêne, 2018[22]
- Basse-cour Baston, Éditions Rouquemoute, juin 2019, avec Jorge Bernstein
- Macronarchie, aux Éditions Glénat, 2019, avec Renaud Dély
- Les Supères - Tome 01 : Les Supères - Dad Squad, aux Éditions Fluide glacial, 2020, avec Jorge Bernstein
- Homo Politicus, espèce protégée, aux Éditions Fluide glacial, 2020, avec Nena
- Homo Politicus, campagne à la campagne, aux Éditions Fluide glacial, 2021, avec Nena
- Eau de Soulce, aux Éditions Exemplaire, juillet 2021
- Dans la tête d'un dessinateur de presse, aux Expé Editions, mai 2025
- Donjon Parade T11 : Éternel repos, aux éditions Delcourt, à paraître, juin 2025